# Julio César Domínguez Castillo
Julio César Domínguez Castillo (n. San Lorenzo, Paraguay; 7 de abril de 1992) es un futbolista paraguayo. Juega de defensa central y su equipo actual es el Manta Fútbol Club de la Serie A de Ecuador.

## Trayectoria
Inició su carrera en el Club Cerro Porteño de Paraguay, en las divisiones formativas hasta ascender al primer equipo, así en 2013 llega a debutar en la primera de Cerro, un 18 de febrero contra el Club Sportivo Carapeguá en la fecha 2 del Torneo Apertura de ese año, entró al cambio a los 74 minutos por Iván Arturo Torres, el marcador final fue 1-1.
En la segunda mitad  de 2013 firma con el club Rubio Ñu también de la Primera División, ahí logró consolidarse en el rol titular y en total jugó 35 partidos y en casi todos fue desde el once inicial en su primer paso por el equipo verde, aquí también marcó su primer gol en el profesionalismo, fue el 12 de noviembre de 2014 en el empate 1-1 de Rubio Ñu ante el Club General Díaz, Julio había adelantado en el marcador a Rubio Ñu a los 31 minutos. Tuvo otros dos pasos por esta institución en los períodos 2015-2016 y 2017.
Para 2015 llegó su primera experiencia internacional, fue fichado por el Deportivo Cuenca de la Serie A de Ecuador, en el equipo morlaco permaneció por seis meses, jugando 16 partidos y le anotó un gol al Independiente del Valle. En 2016 firmó para jugar en su país en el Sol de América y posteriormente pasó al Deportivo Santaní.
En 2020 se mudó al Danubio de la Primera División de Uruguay, en el máxima división uruguaya jugó en 11 ocasiones sin anotar goles. En el plano internacional debutó en 2013 con Cerro Porteño en el partido contra Real Garcilaso de Perú, y en Copa Sudamericana en 2016 debutó con la camiseta de Sol de América ante Atlético Nacional de Colombia.
En la temporada 2021 vuelve a Ecuador para firmar con el Manta Fútbol Club, siendo esta su tercera experiencia internacional, con el equipo atunero disputará la LigaPro Serie A y Copa Ecuador.
Con la selección sub-17 disputó el Campeonato Sudamericano de Fútbol Sub-17 de 2009, jugó en dos partidos y anotó un gol, fue de penal a Perú el 23 de abril de 2009 en la fecha 3 del grupo A, en el Estadio Tierra de Campeones de Iquique.

## Estadísticas
- Actualizado al 12 de febrero de 2021.[10][11]

### Clubes
| Cerro Porteño Paraguay |               |               |     |    |    |    |    |    |     |       |       |
| 1.ª | 2013-A        | 1             | 0   | -- | -- | 2  | 0  | 3  | 0   | 0.0   |       |
| Total club | Total club    | 1             | 0   | -- | -- | 2  | 0  | 3  | 0   | 0.0   |       |
| Rubio Ñu Paraguay |               |               |     |    |    |    |    |    |     |       |       |
| 1.ª | 2013-C        | 15            | 0   | -- | -- | -- | -- | 15 | 0   | 0.0   |       |
| 1.ª | 2014-A        | 4             | 0   | -- | -- | -- | -- | 4  | 0   | 0.0   |       |
| 1.ª | 2014-C        | 16            | 1   | -- | -- | -- | -- | 16 | 1   | 0.063 |       |
| 1.ª | 2015-C        | 14            | 1   | -- | -- | -- | -- | 14 | 1   | 0.071 |       |
| 1.ª | 2016-A        | 18            | 1   | -- | -- | -- | -- | 18 | 1   | 0.056 |       |
| 1.ª | 2017-A        | 16            | 0   | -- | -- | -- | -- | 16 | 0   | 0.0   |       |
| 1.ª | 2017-C        | 6             | 1   | -- | -- | -- | -- | 6  | 1   | 0.167 |       |
| Total club | Total club    | 89            | 4   | -- | -- | -- | -- | 89 | 4   | 0.045 |       |
| Deportivo Cuenca · Ecuador |               |               |     |    |    |    |    |    |     |       |       |
| 1.ª | 2015          | 16            | 1   | -- | -- | -- | -- | 16 | 1   | 0.063 |       |
| Total club | Total club    | 16            | 1   | -- | -- | -- | -- | 16 | 1   | 0.063 |       |
| Sol de América Paraguay |               |               |     |    |    |    |    |    |     |       |       |
| 1.ª | 2016-C        | 4             | 0   | -- | -- | 1  | 0  | 5  | 0   | 0.0   |       |
| Total club | Total club    | 4             | 0   | -- | -- | 1  | 0  | 5  | 0   | 0.0   |       |
| Deportivo Santaní Paraguay |               |               |     |    |    |    |    |    |     |       |       |
| 1.ª | 2018-A        | 0             | 0   | -- | -- | -- | -- | 0  | 0   | 0.0   |       |
| 1.ª | 2018-C        | 4             | 0   | -- | -- | -- | -- | 4  | 0   | 0.0   |       |
| 1.ª | 2019-A        | 10            | 0   | 0  | 0  | 1  | 0  | 11 | 0   | 0.0   |       |
| 1.ª | 2019-C        | 0             | 0   | 0  | 0  | 0  | 0  | 0  | 0   | 0.0   |       |
| Total club | Total club    | 14            | 0   | 0  | 0  | 1  | 0  | 15 | 0   | 0.0   |       |
| Danubio · Uruguay |               |               |     |    |    |    |    |    |     |       |       |
| 1.ª | 2020          | 11            | 0   | -- | -- | -- | -- | 11 | 0   | 0.0   |       |
| Total club | Total club    | 11            | 0   | -- | -- | -- | -- | 11 | 0   | 0.0   |       |
| Manta F. C. · Ecuador |               |               |     |    |    |    |    |    |     |       |       |
| 1.ª | 2021          | 0             | 0   | 0  | 0  | -- | -- | 0  | 0   | 0.00  |       |
| Total club | Total club    | 0             | 0   | 0  | 0  | -- | -- | 0  | 0   | 0.00  |       |
| Total carrera | Total carrera | Total carrera | 135 | 5  | 0  | 0  | 4  | 0  | 139 | 5     | 0.036 |
| (1) Incluye datos de Copa Ecuador y Copa Paraguay. (2) Incluye datos de Copa Libertadores y Copa Sudamericana. (3) No incluye goles en partidos amistosos. |               |               |     |    |    |    |    |    |     |       |       |